# Schieß-Europameisterschaften Flinte 2022
Die 52. Schieß-Europameisterschaften Flinte 2022, fanden vom 24. August bis 12. September 2022 in Larnaka, Zypern für Flinten-Wettbewerbe statt. Es nahmen 397 Athletinnen, Athleten, Juniorinnen und Junioren aus 41 Ländern teil.

## Live-Streaming des Events
Die einzelnen Wettkämpfe wurden live auf der ISSF-Präsenz auf sozialen Medien von über 120.000 Personen geschaut, wobei die meisten Zuschauer aus Italien, Spanien und den Vereinigten Staaten kamen. Der Großteil der Zuschauer schaute die Disziplinen Trap Frauen, Trap Männer und Skeet Männer an.

## Quotenplätze für Olympische Spiele
Die folgenden Athletinnen und Athleten konnten Quotenplätze für die Olympischen Sommerspiele 2024 in Paris für ihre Länder erringen:
- Vereinigtes Königreich, Amber Hill, Skeet Frauen
- Deutschland, Nadine Messerschmidt, Skeet Frauen
- Italien, Luigi Lodde, Skeet Männer
- Tschechien, Jakub Tomeček, Skeet Männer

## Ergebnisse

### Erwachsene

#### Männer
| Wettbewerb       | Gold                                                   | Gold | Silber                                                                    | Silber | Bronze                                                                 | Bronze |
| ---------------- | ------------------------------------------------------ | ---- | ------------------------------------------------------------------------- | ------ | ---------------------------------------------------------------------- | ------ |
| Skeet            | Jakub Tomeček                                          | –    | Luigi Lodde                                                               | –      | Ben Llewellin                                                          | –      |
| Skeet Mannschaft | ItalienGabriele Rossetti Tammaro Cassandro Luigi Lodde | –    | GriechenlandEfthimios Mitas Charalambos Chalkiadakis Nikolaos Mavrommatis | –      | FrankreichÉric Delaunay Emmanuel Petit Nicolas Lejeune                 | –      |
| Trap             | Jiří Lipták                                            | –    | Rickard Levin-Andersson                                                   | –      | Nathan Hales                                                           | –      |
| Trap Mannschaft  | ItalienLorenzo Ferrari Daniele Resca Mauro De Filippis | –    | KroatienAnton Glasnović Francesco Ravalico Josip Glasnović                | –      | Vereinigtes KönigreichNathan Hales Aaron Heading Matthew Coward-Holley | –      |

#### Frauen
| Wettbewerb       | Gold                                                         | Gold | Silber                                                        | Silber | Bronze                                                      | Bronze |
| ---------------- | ------------------------------------------------------------ | ---- | ------------------------------------------------------------- | ------ | ----------------------------------------------------------- | ------ |
| Skeet            | Amber Hill                                                   | –    | Nadine Messerschmidt                                          | –      | Danka Barteková                                             | –      |
| Skeet Mannschaft | Vereinigtes KönigreichEmily Hibbs Jessica Burgess Amber Hill | –    | DeutschlandChristine Wenzel Nele Wissmer Nadine Messerschmidt | –      | SlowakeiDanka Barteková Vanesa Hocková Lucia Kopčanová      | –      |
| Trap             | Silvana Stanco                                               | –    | Lucy Hall                                                     | –      | Jessica Rossi                                               | –      |
| Trap Mannschaft  | ItalienSilvana Stanco Giulia Grassia Jessica Rossi           | –    | FinnlandSara Nummela Mopsi Veromaa Noora Antikainen           | –      | Vereinigtes KönigreichKirsty Hegarty Ellie Seward Lucy Hall | –      |

#### Mixed
| Wettbewerb | Gold                        | Gold | Silber                                   | Silber | Bronze                                                                       | Bronze |
| ---------- | --------------------------- | ---- | ---------------------------------------- | ------ | ---------------------------------------------------------------------------- | ------ |
| Skeet      | Ben Llewellin Amber Hill    | –    | Diana Bacosi Tammaro Cassandro           | –      | Jakub Tomeček Barbora Šumová Stefan Nilsson Victoria Larsson                 | –      |
| Trap       | Jessica Rossi Daniele Resca | –    | Oğuzhan Tüzün Safiye Sarıtürk Temizdemir | –      | Maria Ines Coelho De Barros João Azevedo Erik Varga Zuzana Rehák-Štefečeková | –      |

### Juniorinnen und Junioren

#### Junioren
| Wettbewerb       | Gold                                                                                  | Gold              | Silber                                                    | Silber           | Bronze                                                                        | Bronze |
| ---------------- | ------------------------------------------------------------------------------------- | ----------------- | --------------------------------------------------------- | ---------------- | ----------------------------------------------------------------------------- | ------ |
| Skeet            | Marco Coco                                                                            | 34                | Andrea Galardini                                          | 33               | Muhammet Seyhun Kaya                                                          | 24     |
| Skeet Mannschaft | ItalienAndrea Galardini Marco Coco Francesco Bernardini                               | 5 Shoot-off: +9+2 | DeutschlandLuis Lange John Kellinghaus Tim Maurice Krause | 5 Shoot-off: +10 | GriechenlandNikolaos Frantzeskakis Christos Kavvadias Panagiotis Gerochristos | 6 (2)  |
| Trap             | Andres Garcia                                                                         | 27                | Suleyman Guvercin                                         | 24               | Francesco-Allesandro Tiganescu                                                | 17     |
| Trap Mannschaft  | Vereinigtes KönigreichThomas William Betts Benjamin Thomas Killian Lucas Michael Hyde | 6                 | TschechienLukas Buchal Ondrej Stastny Petr Dornicak       | 2                | TürkeiSuleyman Guvercin Erdogan Akkaya Vekil Ege Keten                        | 7 (3)  |

#### Juniorinnen
| Wettbewerb       | Gold                                                      | Gold | Silber                                                    | Silber | Bronze                                                            | Bronze |
| ---------------- | --------------------------------------------------------- | ---- | --------------------------------------------------------- | ------ | ----------------------------------------------------------------- | ------ |
| Skeet            | Sara Bongini                                              | 33   | Isabel Wassing                                            | 27     | Emilie Bundan                                                     | 18     |
| Skeet Mannschaft | SlowakeiAdela Supeková Adriána Zajíčkov Miroslava Hocková | 6    | DeutschlandIsabel Wassing Emilie Bundan Annabella Hettmer | 4      | ItalienViola Picciolli Sara Bongini Damiana Paolacci              | 0      |
| Trap             | Sofia Littame                                             | 28   | Selin Ali                                                 | 27     | Loemy Recasens                                                    | 18     |
| Trap Mannschaft  | TschechienZina Hrdličková Martina Matějková Lea Kučerová  | 6    | ItalienGiorgia Lenticchia Marika Patera Sofia Littame     | 4      | FrankreichLoemy Recasens Oriane Monique Raymonde Sorenza Palmiero | 0      |

#### Mixed
| Wettbewerb | Gold                                   | Gold | Silber                            | Silber | Bronze                                                                         | Bronze      |
| ---------- | -------------------------------------- | ---- | --------------------------------- | ------ | ------------------------------------------------------------------------------ | ----------- |
| Skeet      | Mitchell Brooker-Smith Sophie Herrmann | 6    | Ladislav Nemeth Miroslava Hocková | 4      | Oskari Lehtimaeki Nea Josefine Vallioniemi Marco Coco Sara Bongini             | 7 (3) 6 (4) |
| Trap       | Riccardo Mirabile Sofia Littame        | 7    | Ondrej Stastny Zina Hrdličková    | 1      | Thomas William Betts Madeleine Louise Purser Emanuele Iezzi Giorgia Lenticchia | 6 (0) 7 (1) |

## Medaillenspiegel

### Erwachsene
| Platz  | Land                   | Gold | Silber | Bronze | Gesamt |
| ------ | ---------------------- | ---- | ------ | ------ | ------ |
| 01     | Italien                | 5    | 2      | 1      | 8      |
| 02     | Vereinigtes Königreich | 3    | 1      | 4      | 8      |
| 03     | Tschechien             | 2    | —      | 2      | 4      |
| 04     | Deutschland            | —    | 2      | —      | 2      |
| 05     | Schweden               | —    | 1      | 1      | 2      |
| 06     | Kroatien               | —    | 1      | —      | 1      |
| 06     | Finnland               | —    | 1      | —      | 1      |
| 06     | Griechenland           | —    | 1      | —      | 1      |
| 06     | Türkei                 | —    | 1      | —      | 1      |
| 10     | Slowakei               | —    | —      | 2      | 2      |
| 11     | Frankreich             | —    | —      | 1      | 1      |
| 11     | Portugal               | —    | —      | 1      | 1      |
| Gesamt | Gesamt                 | 10   | 10     | 12     | 32     |

### Juniorinnen und Junioren
| Platz  | Land                   | Gold | Silber | Bronze | Gesamt |
| ------ | ---------------------- | ---- | ------ | ------ | ------ |
| 01     | Italien                | 5    | 2      | 3      | 10     |
| 02     | Vereinigtes Königreich | 2    | —      | 1      | 3      |
| 03     | Tschechien             | 1    | 2      | —      | 3      |
| 04     | Slowakei               | 1    | 1      | —      | 2      |
| 05     | Spanien                | 1    | —      | —      | 1      |
| 06     | Deutschland            | —    | 3      | 1      | 4      |
| 07     | Türkei                 | —    | 1      | 2      | 3      |
| 08     | Bulgarien              | —    | 1      | —      | 1      |
| 09     | Frankreich             | —    | —      | 2      | 2      |
| 10     | Finnland               | —    | —      | 1      | 1      |
| 10     | Griechenland           | —    | —      | 1      | 1      |
| 10     | Rumänien               | —    | —      | 1      | 1      |
| Gesamt | Gesamt                 | 10   | 10     | 12     | 32     |